# Chimoio
Chimoio je město v Mozambiku. Je hlavním městem provincie Manica. Žije zde přibližně 239 tisíc obyvatel, díky čemuž jde o 5. nejlidnatější město v Mozambiku. V době Portugalské východní Afriky neslo město název Vila Pery, přičemž sloužilo zejména jako centrum zemědělství a textilního průmyslu v regionu. Město leží pouhých 95 kilometrů od hranice se Zimbabwe. Panuje zde vlhké subtropické podnebí.